# Desfile del orgullo de Pristina
El desfile del Orgullo en Pristina es un marcha del orgullo y una manifestación LGBT que se lleva a cabo todos los años en Pristina, Kosovo. Se celebró por primera vez en el 2017. Los manifestantes se reúnen en la plaza Skanderbeg y marchan hasta la plaza Zahir Payaziti.

## Historia
El primer desfile del orgullo en Pristina se llevó a cabo el 10 de octubre de 2017, bajo el lema "En nombre del amor". Varios cientos de personas participaron en la procesión, incluido el entonces presidente del estado parcialmente reconocido de Kosovo, Hashim Thaci. Desde el día anterior al evento, los medios de comunicación recibieron un mensaje de desconocidos en el que se amenazaba de muerte a los participantes, la procesión estaba asegurada por un gran número de policías.
El segundo, en el 2018, se celebró el 10 de octubre bajo el lema “En nombre de la libertad”. 
El tercero, el Desfile del Orgullo Gay de 2019, se llevó a cabo el 10 de octubre de 2019 bajo el lema "Por quién late tu corazón".
El cuarto, , se celebró el 17 de octubre de 2020 bajo el lema "Lo haré". Debido a la pandemia de covid 19, no hubo procesión, sino que los representantes de la comunidad se desplazaron en automóviles.
El quinto se llevó a cabo el 1 de julio de 2021  bajo el lema "Juntos y orgullosos". Como en años anteriores, el evento transcurrió sin incidentes.